# Transmissió lingüística intergeneracional
La transmissió lingüística intergeneracional és el procés a través del qual una llengua es transmet, o no, d'una generació a l'altra, mecanisme que es produeix en la gran majoria dels casos en el si de la família. Per això es denomina de vegades “transmissió lingüística familiar intergeneracional”. Així és com la defineix Joaquim Torres i la identifica amb un aspecte cabdal de la sociolingüística. Cal considerar que la transmissió entre generacions assegura la supervivència d'una llengua i que la interrupció d'aquest procés podria suposar-ne la desaparició. Aquesta interrupció es dona en el cas dels immigrants, en què es transmet la llengua del territori i, evidentment, en situacions de conflicte lingüístic, en les quals la llengua dominant va restant àmbits d'ús a la llengua recessiva. Antoni Mas i Brauli Montoya recorden que dos factors influeixen en l'individu a l'hora d'escollir una llengua d'ús i de transmissió als seus fills: les seves funcions instrumental (la utilitat de l'ús) i identificadora (com a símbol de pertinença a una comunitat). Per tant, insisteixen que es tracta d'un fenomen que ha de ser estudiat d'una manera interdisciplinària des de la perspectiva de la psicologia social, la sociologia i la sociolingüística.
El mètodes emprats per a l'estudi d'aquest procés acostumen a ser de caràcter qualitatiu: a partir d'entrevistes obertes sobre la vida dels parlants, i de caràcter quantitatiu: a partir d'entrevistes tancades de preguntes molt concretes i amb opcions de resposta tancades. Aquests mètodes, que poden ser complementaris, tenen com a objectiu d'analitzar i de comprendre el procés d'interrupció de la transmissió lingüística i entendre millor com pot ser el procés contrari: la revernacularització. Aquests estudis permeten reorganitzar aquest últim procés i millorar els models de planificació. Comprendre correctament l'ús i la transmissió familiar és crucial per dur a terme una planificació lingüística amb èxit.

## El cas català
En el cas de llengües sotmeses al perill de minorització com la catalana, l'anàlisi de l'estat de la transmissió familiar és essencial per saber la vitalitat de la llengua i predir-ne el futur. Els treballs sobre aquest tema han prosperat en l'àmbit de la sociolingüística catalana amb especialistes com Joaquim Torres, que va proposar un mètode d'anàlisi a través de l'índex de transmissió intergeneracional (ITIC), Ernest Querol, Brauli Montoya, Paul Edward O'Donnell, Emili Boix-Fuster, etc. Un dels trets singulars del cas català és el fet que la transmissió intergeneracional té característiques molt diferents en els territoris de parla catalana, cosa que explica la proliferació de publicacions dedicades a aquest fenomen en àrees geogràfiques concretes. Així, per exemple, els usos a l'Aran han estat estudiats per Montserrat Martínez i Anna Torrijos; al País Valencià, per Brauli Montoya; a la Catalunya Nord, per Joan Pere Le Bihan; a Mallorca, per Joan-Albert Villaverde; a l'Alguer, per Enrico Chessa, a Andorra i a Catalunya, per Joaquim Torres, i Ernest Querol ha dut a terme una comparativa dels usos de les llengües a les Illes, Catalunya, el País Valencià i Andorra, entre altres aportacions.
Joaquim Torres ha proposat l'anàlisi de la transmissió familiar a partir de l'índex de transmissió intergeneracional del català (ITIC). L'ITIC és un mitjà per calcular i expressar en forma d'índex el canvi lingüístic que es produeix entre l'herència lingüística rebuda dels progenitors i l'opció que l'enquestat tria per als seus fills. És un índex per calcular la vitalitat de la llengua. La seva fórmula és ITIC = (%CatF - %CatP) / 100, que vol dir que “Restant el percentatge de l'opció «Prioritàriament català» de la variable «Llengua parlada amb els progenitors» (%CatP) del percentatge de la mateixa opció corresponent a la variable «Llengua parlada amb els fills» (%CatF), i dividint per 100” (Joaquim Torres). (Aquest mètode s'ha d'aplicar en els diferents territoris i es pot emprar en l'estudi de la vitalitat de qualsevol llengua.
En dos territoris, Andorra i Catalunya, la transmissió intergeneracional no s'ha trencat i la llengua catalana gaudeix d'una capacitat d'atracció i de valoració social mentre que a l'extrem oposat, a l'Alguer i a la Catalunya Nord, està en procés de substitució avançat. Les Illes i el País Valencià se situen en una posició intermèdia, la Franja de Ponent es troba en una situació més difícil de classificar. Aquest fet diferencial s'explica, segons Torres, per quatre factors bàsics, als quals s'afegeix també el socioeconòmic, que s'entrecreuen i incideixen de forma diferent segons el territori: el grau d'autogovern, l'oficialitat de la llengua, la voluntat institucional a favor d'aquesta i la preocupació social per la llengua.